# Horst Czerwinski
Horst Czerwinski (ur. 16 listopada 1922 w Chełmnie, zm. ?) – zbrodniarz hitlerowski, członek załogi niemieckiego obozu koncentracyjnego Auschwitz-Birkenau i SS-Unterscharführer.
Z zawodu był rzeźnikiem. Służbę w kompleksie obozowym Auschwitz rozpoczął w sierpniu 1943 jako kierownik (Lagerführer) podobozu Sosnowitz I. Stanowisko to piastował do lutego 1944, kiedy objął funkcję kierownika podobozu Lagischa. Służbę w tym podobozie pełnił do jego likwidacji 6 września 1944. Czerwinski osobiście wielokrotnie mordował więźniów i jeńców radzieckich.
Za swoje zbrodnie miał odpowiedzieć dopiero pod koniec lat siedemdziesiątych XX wieku. Pierwszy proces Czerwinskiego toczył się przed zachodnioniemieckim sądem we Frankfurcie nad Menem, a oskarżonemu postawiono zarzut zamordowania 11 więźniów podczas ewakuacji z podobozu Golleschau (Goleszów) do Loslau (Wodzisławia Śląskiego). Postępowanie czasowo zawieszono po 3,5 roku w styczniu 1981 ze względu na chorobę oskarżonego. Proces wznowiono 19 sierpnia 1982, a 3 stycznia 1983 Czerwinskiego uniewinniono. Jednak w kolejnym procesie, który tym razem miał miejsce przed zachodnioniemieckim sądem w Lüneburgu, uznano go za winnego licznych morderstw popełnionych na więźniach i jeńcach radzieckich przetrzymywanych w podobozie Lagischa (Łagisza). 26 maja 1989 Czerwinski skazany został na dożywotnie pozbawienie wolności. Zwolniony w 1993.